# Micula alni
Micula alni är en svampart som beskrevs av Sacc. & Briard 1884. Micula alni ingår i släktet Micula, divisionen sporsäcksvampar och riket svampar.   Inga underarter finns listade i Catalogue of Life.